# Tommaso Allan

a Compétitions nationales et continentales officielles uniquement.

b Matchs officiels uniquement.
Dernière mise à jour le 7 mars 2025.
Tommaso Allan, né le 26 avril 1993 à Vicence (Italie), est un joueur international italien de rugby à XV évoluant aux postes de demi d'ouverture ou d'arrière à l'USA Perpignan.
Après un début de carrière à l'USA Perpignan de 2013 à 2016, il joue au Benetton Trévise jusqu’en 2021 puis aux Harlequins à partir de la saison 2021-2022. Il fait son retour à l'USA Perpignan à partir de la saison 2023-2024. Il joue en équipe d'Italie depuis 2013.

## Biographie
Il est notamment le neveu de l'international écossais John Allan.

### En club
Courant décembre 2022, il signe un contrat pour retourner à l'USA Perpignan à partir de la saison 2023-2024.

### En équipe nationale
Il a obtenu sa première cape internationale le 9 novembre 2013 à l'occasion d'un match contre l'équipe d'Australie à Turin (Italie).
En mai 2023, il est sélectionné avec l'Italie dans un groupe de 46 joueurs pour préparer la Coupe du monde 2023.
En janvier 2024, il est convoqué pour le Tournoi des Six Nations. Il dispute la première journée dans la peau d'un titulaire au poste d'arrière puis est remplaçant pour la deuxième mais n'entre pas en jeu. Après cette journée, il annonce se mettre en retrait de la sélection italienne pendant quelque temps dans le but de se reposer et passer plus de temps avec sa famille. Juste après, il est prolongé par l'USAP.

## Palmarès
- Vainqueur de la Pro14 Rainbow Cup en 2021 avec le Benetton Trévise.

## Statistiques en équipe nationale
- 82 sélections (61 fois titulaire)
- 515 points (15 essais, 93 transformations, 85 pénalités, 1 drop)
- Sélections par année : 3 en 2013, 7 en 2014, 11 en 2015, 4 en 2016, 8 en 2017, 10 en 2018, 10 en 2019, 7 en 2020, 2 en 2021, 5 en 2022, 13 en 2023, 1 en 2024
- Tournois des Six Nations disputés : 2014, 2015, 2016, 2017, 2018, 2019, 2020, 2021, 2023, 2024 et 2025.

Tommaso Allan participe à trois éditions de la Coupe du monde. En 2015, il joue lors de quatre rencontres, face à la France, le Canada, l'Irlande et la Roumanie. Il inscrit 44 points (un essai, six transformations, neuf pénalités). Il participe également à la Coupe du monde 2019 au Japon où il dispute trois rencontres et inscrit 23 points (un essai, six transformations et deux pénalités). En 2023, il dispute quatre rencontres et inscrit 34 points (deux pénalités et quatorze transformations.